# Гедизлиоглу, Зейнеп
Зейнеп Гедизлиоглу (нем. Zeynep Gedizlioğlu, 4 декабря 1977, Измир) — турецкий композитор.

## Биография
Изучала гобой и композицию, сольфеджио и музыкальную теорию в Государственном университете изящных искусств в Стамбуле, в Стамбульской академии, а затем в Саарбрюккене у Тео Брандмюллера, в Страсбурге у Ивана Феделе. Один семестр 2007 училась у Вольфганга Рима в Карлсруэ. Занималась в Летней школе новой музыки в Дармштадте, у Франсуа Донато в IRCAM. Дебютировала в Стамбуле музыкой к спектаклям по пьесам С.Беккета и Э. Бонда. Писала для квартета Ардитти, Ensemble Recherche. Участвовала в представляющем современную музыку Турции проекте пианистки Седы Рёдер Слушая Стамбул (Istanbul hören — eine Begegnung mit zeitgenössischer türkischer Musik, 2010).
Живет и работает в Париже.
Её произведения исполняют оркестр Юго-Западного радио Германии, симфонический оркестр Наварры, национальный оркестр Лотарингии, Ensemble Recherche, Arditti Quartet и др. оркестры и ансамбли.

## Избранные сочинения
- 1995: Kusku for piano
- 1996: Untitled I for piano
- 1997: Untitled II for piano
- 1998: Studies, octet for two flutes, two oboes, two clarinets and two bassoons
- 1999: Studies, composition for string quartet
- 2000: Player, музыка к спектаклю Сахики Теканд
- 2001: Vier Stücke für Oboe, Klarinette und Fagott
- 2002: Rufe for clarinet solo
- 2002: Atemlos for electronics
- 2002: Blank blank blank, blank for voice solo
- 2003: Pentagramme for piano
- 2003: Die Tat for electronics
- 2004: Evokation for 11 winds
- 2005: Dialogo a tre for recorder, violin and cembalo
- 2006: Ungleiche Gleichungen for clarinet and violoncello
- 2006: Yol for clarinet, vibraphone, violin, violoncello and piano
- 2007: Akdenizli for violin, viola and piano
- 2007: Susma, string quartet N° 2
- 2008: Die Wand entlang for piano
- 2009: Wenn Du mich hörst, klopf zweimal for soprano and string quartet
- 2009: Flur for mixed choir
- 2009: Mut for four violoncellos
- 2010: Sokakta (Outdoors) a performance for saxophone quartet
- 2010: Kesik (Cut) for 12 instruments
- 2011: Denge for piano
- 2011: Breath for Mathilde for bariton saxophone and electronics, для саксофонистки Матильды Сальви

## Признание
Поощрительная премия Ференца Листа Веймарской высшей школы музыки (2010). Поощрительная композиторская премия Эрнста фон Сименса (2012), другие премии и стипендии.